# Arrondissement di Corte
L'arrondissement di Corte è un arrondissement dipartimentale della Francia situato nel dipartimento della Corsica settentrionale, nella regione della Corsica.

## Storia
Fu creato nel 1800, sulla base dei preesistenti "distretti", nel dipartimento del Golo (non più esistente, corrispondente all'attuale Corsica settentrionale).
Dal 1º gennaio 2010 i cantoni sono passati da 10 a 14 per effetto della cessione dei cantoni di
Alto di Casacconi, di Campoloro di Moriani, di Fiumalto d'Ampugnani e di Vescovato avvenuta da parte dell'arrondissement di Bastia.

## Composizione
L'arrondissement è composto da 158 comuni raggruppati in 14 cantoni:
- cantone di Alto di Casacconi
- cantone di Bustanico
- cantone di Campoloro di Moriani
- cantone di Golo-Morosaglia
- cantone di Corte
- cantone di Fiumalto d'Ampugnani
- cantone di Ghisoni
- cantone di Moita-Verde
- cantone di Niolu-Omessa
- cantone di Orezza-Alesani
- cantone di Prunelli di Fiumorbo
- cantone di Venaco
- cantone di Vescovato
- cantone di Vezzani